# ГЕС Богна
ГЕС Богна — гідроелектростанція у центральній частині Норвегії, за сто двадцять кілометрів на північний схід від Тронгейма. Використовує деривацію ресурсу із річки Богна, яка впадає у затоку Løgnin — південну частину Намсен-фіорду.
У межах проекту на виході Богни з озера Yttre Bangsjoen звели насипну озері висотою 16 метрів, створений якою підпір дозволив перетворити кілька природних озер у водосховище Bangsjoen з площею поверхні 20,9 км2 та корисним об'ємом 126 млн м3. Останнє досягається шляхом коливання рівня між позначками 305 та 315 метрів НРМ, в тому числі на 2 метри за рахунок здреновування нижче природного положення.
Зі сховища в південному напрямку прокладений дериваційний тунель завдовжки до 3,5 км, який проходить під водорозділом між сточищами Намсен-фіорду та Тронгейм-фіорду. На своєму шляху він також отримує додатковий ресурс із водозабору на струмку Меркесбеккен, котрий має в нижній течії назву Heggesbekken та впадає праворуч до Snasavatnet (озеро, яке дренується через Snasavassdraget до Beitstadfjorden — північно-східного завершення Тронгейм-фіорду).
Споруджений у підземному виконанні машинний зал обладнали однією турбіною типу Френсіс потужністю 57 МВт, яка використовує напір у 290 метрів та забезпечує виробництво 137 млн кВт-год електроенергії на рік.
Відпрацьована вода транспортується до Snasavatnet по відвідному тунелю завдовжки приблизно 2,5 км.